# Jan Jiří Marek z Clary-Aldringenu
Jan Marek Jiří hrabě z Clary-Aldringenu (německy Johann Markus Georg Graf von Clary-Aldringen, 4. března 1638 – 21. dubna 1700, Praha) byl český šlechtic italského původu. Jako dědic vymřelého rodu Aldringenů se stal zakladatelem aliančního rodu Clary-Aldringen. Vlastnil panství Teplice a další statky v severních Čechách, v roce 1666 získal titul českých hrabat, v roce 1680 se stal říšským hrabětem. Kromě nižších funkcí ve správě Českého království a rakouských zemí byl dlouholetým císařským vyslancem v Sasku (1686–1694). Proslul také jako štědrý mecenáš katolické církve a donátor sakrálních staveb na svých statcích.

## Životopis
Byl jediným synem generála Jeronýma (Hieronyma) Claryho († 1671) a jeho manželky Anny Marie z Aldringenu († 1661). Rod Aldringenů vymřel v roce 1664 a Jeroným poté získal nárok na dědictví v Čechách (Teplice). Na základě toho byl v roce 1666 i se synem Janem Markem povýšen do českého hraběcího stavu s povinností spojit jméno a erb obou rodů (Clary-Aldringen). 
Jan Marek byl v Čechách přísedícím lenního a komorního soudu, dále byl radou komory v Horním Rakousku. Ve druhé polovině 17. století stoupala obliba teplických lázní a Jan Marek byl Leopoldem I. jmenován uvítacím komisařem, aby v zastoupení císaře pečoval o hosty z řad nejvyšší evropské šlechty. Do Teplic často zajížděla rodina saského kurfiřta Jana Jiřího II., který byl také hostem na první svatbě Jana Marka Clary-Aldringena v roce 1667. V roce 1680 mu byla platnost hraběcího titulu rozšířena pro celou Říši. V letech 1684–1685 byl vážně nemocen a přislíbil, že po uzdravení vykoná děkovnou pouť do Loreta, k čemuž došlo až po deseti letech.
V letech 1686–1694 byl Jan Marek císařským vyslancem u saského dvora a vzhledem k blízkosti Teplic a Drážďan obdržel od císaře zvláštní povolení, že jako diplomat nemusí u saského dvora pobývat trvale. Přesto v Drážďanech patřil k významným osobnostem vyšší společnosti a z této doby jsou doloženy další návštěvy saských kurfiřtů v Teplicích, kteří v teplickém zámku měli vyčleněné vlastní apartmá. V roce 1693 byl Jan Marek jmenován císařským tajným radou. Po ukončení diplomatické mise v Sasku vykonal v roce 1695 zbožnou cestu do Říma a v dubnu 1695 mu byla udělena audience u papeže Inocence XII. Na jaře 1700 byl jako diplomat vyslán do Polska, krátce po návratu zemřel v Praze.

## Majetkové a rodinné poměry

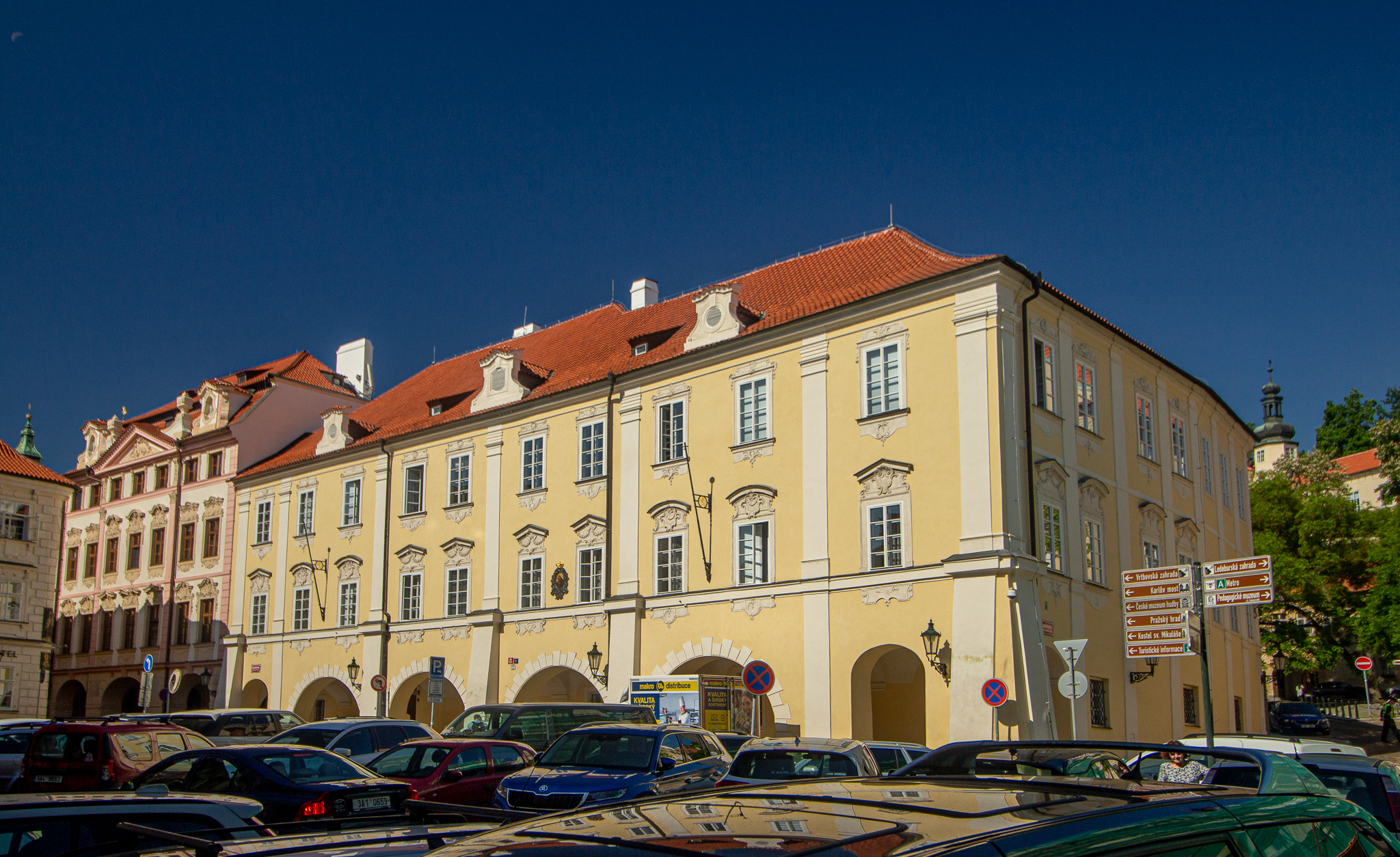
Rodový palác na Valdštejnském náměstí v Praze

Po otci převzal statek Dobříčany na Žatecku, po matce byl dědicem panství Teplice. Proslul jako uvážlivý hospodář a podporoval různá odvětví průmyslu (papírna v Dubí, pivovar v Trnovanech). Zajímal se o možnosti využití ložisek nerostných surovin na svých panstvích a ziskový byl i provoz teplických lázní. Naopak jeho ekonomickému zaměření nevyhovovala dlouholetá diplomatická mise v Sasku, která pro něj znamenala vysokou finanční zátěž. Přesto mimo jiné finančně podporoval vznik sakrálních staveb, doložené jsou i jeho dary chudým. V Teplicích nechal postavit novou budovu děkanství a zřídil loretánskou kapli, na teplickém panství financoval stavbu kostela sv. Apolináře v Modlanech a kostela sv. Vavřince v Hradišti. Byl také mecenášem kostela Panny Marie Sněžné v Praze, kde byla zřízena rodová hrobka Clary-Aldringenů.
K Dobříčanům přikoupil v roce 1684 Lenešice, v roce 1687 poblíž Teplic získal panství Kostomlaty pod Milešovkou. Skoupením několika podílů sjednotil také panství Benešov nad Ploučnicí. Mezitím v letech 1680–1682 skoupil několik domů na Malé Straně, které sjednotil výstavbou paláce (dnes Aueršperský palác na Valdštejnském náměstí). Mimoto realizoval stavební úpravy v Teplicích a nechal také přestavět panský dům na zámek v Lenešicích.
Jan Marek Clary-Aldringen byl třikrát ženat, poprvé se oženil v Bohosudově v roce 1667 s Ludmilou Terezií ze Schönfeldu (1641–1676), podruhé v Innsbrucku v roce 1678 s Marií Eleonorou z Lambergu (1662–1692), jeho třetí manželkou byla Barbora Kokořovcová (1643–1727), vdova po Janu Františkovi z Vrtby. Z prvních dvou manželství měl celkem třináct dětí, osm z nich se dožilo dospělosti. Starší syn Jan Jiří (1668–1702) zemřel krátce po otci bez potomstva, mladší František Karel (1675–1751) dosáhl hodnosti nejvyššího lovčího Českého království a převzal Teplice. Dcera Eleonora (1686–1711) byla manželkou Františka Maximiliána Hartmanna z Klarštejna (1662–1725).